# Lambda (revista)
La revista Lambda es la publicación decana del movimiento LGBT de España. Se edita desde enero de 1978 con el objetivo de publicar noticias e información de interés para el colectivo LGBT y difundir las actividades del Casal Lambda (una de las organizaciones más antiguas del activismo gay, de Cataluña y España).
Su contenido responde a una manera de entender la vida y las relaciones entre las personas. Pretende ser la voz del Casal en temas de igualdad de derechos personales; trata de incidir en temas relacionados con la orientación sexual, particularmente con la homosexualidad. 
El objetivo de esta publicación es trabajar en la normalización del hecho homosexual entendida como la equiparación de los derechos de las personas sin distinción de su orientación sexual. Para ello busca destruir los estereotipos que determinados sectores aún asignan al colectivo LGBT, y presentarlo a la sociedad tal como es: un colectivo diverso que abarca todos los ámbitos sociales (profesionales, culturales, económicos, religiosos, políticos, etc.), pero que comparte un aspecto esencial: la homosexualidad.